# Henryk Pohl
Henryk Pohl (ur. 4 lipca 1923 w Toruniu, zm. 14 września 1974) – polski kolejarz, poseł na Sejm PRL IV i V kadencji.

## Życiorys
Uzyskała wykształcenie średnie niepełne, pracował jako ślusarz i maszynista parowozu. Był maszynistą-instruktorem w parowozowni Polskich Kolei Państwowych Toruń Kluczyki, wyróżniony za ofiarną pracę Odznaką Przodownika Pracy (1952) i Odznaką „Przodujący Kolejarz”. Otrzymał ponadto Brązowy Krzyż Zasługi (1952). W 1965 i 1969 uzyskiwał mandat posła na Sejm PRL w okręgu Toruń z ramienia Polskiej Zjednoczonej Partii Robotniczej, zasiadał w Komisji Komunikacji i Łączności.
Pochowany na Centralnym Cmentarzu Komunalnym w Toruniu.